# Stanley Cup 1981
La finale della Stanley Cup 1981 è stata una serie al meglio delle sette gare che ha determinato il campione della National Hockey League per la stagione 1980-81. Al termine dei playoff si qualificarono per la serie finale i New York Islanders e i Minnesota North Stars. Gli Islanders nella serie finale di Stanley Cup usufruirono del fattore campo in virtù del maggior numero di punti ottenuti nella stagione regolare, 110 punti contro gli 87 dei North Stars. La serie iniziò il 12 maggio e finì il 21 maggio con la conquista della Stanley Cup da parte degli Islanders per 4 a 1.
Per l'ultima volta nella storia della NHL fu possibile che due squadre provenienti dalla stessa Conference potessero ambire alla finale della Stanley Cup. A partire dalla stagione successiva infatti la lega fu riformata in modo da opporre al termine dei playoff i campioni della Prince of Wales Conference e quelli della Clarence Campbell Conference. I North Stars giunsero per la prima volta assoluta in finale dopo la loro creazione nel 1967, mentre gli Islanders erano i campioni in carica. Si sarebbe dovuto aspettare il 1991 per rivedere una finale fra sole franchigie statunitensi; in quell'occasione i Pittsburgh Penguins ebbero la meglio proprio i North Stars.
Al termine della serie l'attaccante canadese Butch Goring fu premiato con il Conn Smythe Trophy, trofeo assegnato al miglior giocatore dei playoff.

## Contendenti

### New York Islanders
I New York Islanders conclusero la stagione regolare al primo posto nella Patrick Division con 110 punti qualificandosi al primo posto della lega. Al primo turno superarono per 3-0 i Toronto Maple Leafs, mentre al secondo turno sconfissero gli Edmonton Oilers per 4-2. Nelle semifinali affrontarono i rivali cittadini dei New York Rangers e li superarono per 4-0.

### Minnesota North Stars
I Minnesota North Stars conclusero la stagione regolare in terza posizione nella Adams Division con 87 punti qualificandosi al nono posto della lega. Al primo turno sconfissero i Boston Bruins per 3-0, mentre al secondo turno superarono per 4-1 i Buffalo Sabres. Nelle semifinali sconfissero infine per 4-2 i Calgary Flames.

## Serie

### Gara 1
| Uniondale 12 maggio 1981 | Minnesota North Stars | 3 – 6 (0-3; 1-1; 2-2) referto                                         | New York Islanders | Nassau Coliseum (15.008 spett.) |
| \| \| \| \| \| Andersson 33:04 Payne 43:08 Ciccarelli 55:14 \| Marcatori \| 02:54, 15:25 Kallur 14:38 Trottier 29:58 Carroll 40:58, 53:15 Merrick \| |                       |                                                                       |                    |                                 |
| |                       |                                                                       |                    |                                 |
| Andersson 33:04 Payne 43:08 Ciccarelli 55:14 | Marcatori             | 02:54, 15:25 Kallur 14:38 Trottier 29:58 Carroll 40:58, 53:15 Merrick |                    |                                 |

### Gara 2
| Uniondale 14 maggio 1981 | Minnesota North Stars | 3 – 6 (1-3; 1-0; 1-3) referto                                     | New York Islanders | Nassau Coliseum (15.008 spett.) |
| \| \| \| \| \| Ciccarelli 03:38 Palmer 29:15 Payne 40:30 \| Marcatori \| 04:33, 56:22 Bossy 14:39 Nystrom 17:48, 48:00 Potvin 51:57 Morrow \| |                       |                                                                   |                    |                                 |
| |                       |                                                                   |                    |                                 |
| Ciccarelli 03:38 Palmer 29:15 Payne 40:30 | Marcatori             | 04:33, 56:22 Bossy 14:39 Nystrom 17:48, 48:00 Potvin 51:57 Morrow |                    |                                 |

### Gara 3
| Bloomington 17 maggio 1981 | New York Islanders | 7 – 5 (1-3; 3-0; 3-2) referto                                   | Minnesota North Stars | Met Center (15.784 spett.) |
| \| \| \| \| \| Bossy 14:47, 42:05 Nystrom 24:10 Goring 27:16, 31:51, 46:34 Trottier 59:16 \| Marcatori \| 03:25 Christoff 14:09, 41:11 Payne 16:30 Smith 53:35 Ciccarelli \| |                    |                                                                 |                       |                            |
| |                    |                                                                 |                       |                            |
| Bossy 14:47, 42:05 Nystrom 24:10 Goring 27:16, 31:51, 46:34 Trottier 59:16                                                                                                   | Marcatori          | 03:25 Christoff 14:09, 41:11 Payne 16:30 Smith 53:35 Ciccarelli |                       |                            |

### Gara 4
| Bloomington 19 maggio 1981                                                                                      | New York Islanders | 2 – 4 (1-1; 1-1; 0-2) referto                         | Minnesota North Stars | Met Center (15.784 spett.) |
| \| \| \| \| \| Lane 03:47 McEwen 27:37 \| Marcatori \| 11:34 Hartsburg 25:15 MacAdam 52:26 Payne 58:12 Smith \| |                    |                                                       |                       |                            |
| |                    |                                                       |                       |                            |
| Lane 03:47 McEwen 27:37                                                                                         | Marcatori          | 11:34 Hartsburg 25:15 MacAdam 52:26 Payne 58:12 Smith |                       |                            |

### Gara 5
| Uniondale 21 maggio 1981                                                                                      | Minnesota North Stars | 1 – 5 (1-3; 0-1; 0-1) referto                               | New York Islanders | Nassau Coliseum (15.008 spett.) |
| \| \| \| \| \| Christoff 16:06 \| Marcatori \| 05:12, 10:03 Goring 05:37 Merrick 39:21 Bourne 57:06 McEwen \| |                       |                                                             |                    |                                 |
| |                       |                                                             |                    |                                 |
| Christoff 16:06                                                                                               | Marcatori             | 05:12, 10:03 Goring 05:37 Merrick 39:21 Bourne 57:06 McEwen |                    |                                 |

## Roster dei vincitori
| Portieri: Roland Melanson, Billy Smith Difensori: Jean Potvin, Bob Lorimer, Denis Potvin (C), Ken Morrow, Stefan Persson, Mike McEwen, Gord Lane, Dave Langevin Attaccanti: Garry Howatt, Clark Gillies, Wayne Merrick, Duane Sutter, Bob Bourne, Bryan Trottier, Brent Sutter, Mike Bossy, Bob Nystrom, Billy Carroll, John Tonelli, Anders Kallur, Hector Marini, Butch Goring Staff Tecnico: Al Arbour (Allenatore), Lorne Henning (Ass. allenatore) |